# Kanuti
La rivière Kanuti est un cours d'eau d'Alaska, aux États-Unis située dans la région de recensement de Yukon-Koyukuk. C'est un affluent  de la rivière Koyukuk elle-même affluent du fleuve Yukon.

## Description
Longue de 175 milles (282 km), elle coule en direction de l'ouest pour se jeter dans la Koyukuk à 13 milles (21 km) au sud-ouest d'Allakaket.
Elle a été référencée en 1885 par le lieutenant Allen, sous le  nom de Konootena qui signifie le fleuve du vieil homme, terme employé par les prospecteurs entre 1898 et 1913.

## Affluent
- Kanuti Kilolitna

## Sources
- (en) « Kanuti », Geographic Names Information System